# Västerås/Johannisbergs flygfält
Johannisbergs flygfält (IATA: -, ICAO: ESSX) är ett flygfält, cirka 4,6 kilometer sydväst om Västerås i Västmanlands län.

## Historik
Flygfältet är öppet för privatplan, och har en asfaltsbana, 05/23, ett grässtråk parallellt med bana 05/23 på den norra sidan samt ytterligare ett grässtråk, 16/34. Asfaltbanan är utrustad med banbelysning.
På flygfältet finns underhållsverkstad och det bedrivs fallskärmshoppning, motorflyg och segelflyg. Föreningarna Fallskärmsklubben Aros, Västerås Flygklubb och Västerås Segelflygklubb är baserade på Johannisberg.
Fältet är även centrum för bilträffen Västerås Summer Meet, (före 2017: Power Big Meet). 